# Articulació prismàtica

Un exemple d'articulació prismàtica, que només permet translació lineal entre els membres. Per prevenir que hi hagi rotació es pot donar una forma prismàtica a l'eix, que no es veu a la figura.

Una articulació prismàtica, o simplement P, és un parell cinemàtic que només permet un desplaçament relatiu rectilini al llarg d'un eix comú entre els dos elements enllaçats.
L'enllaç d'una guia de cortina amb els patins o algunes guies que només admeten moviment longitudinal sense que puguin girar els seus elements (per exemple: en algunes cadires plegables, o en la majoria de calaixos), són exemples d'articulacions prismàtiques.